# Релиз модели
Релиз модели (англ. Model Release) — договор между моделью, фотографом и свидетелем, дающий право фотографу на публикацию, продажу, распространение и прочие (ретуширование, обработка, художественные правки, демонстрация на выставках, публикация в печатных изданиях и т. п.) не порочащие модель действия с фотографиями, на которых изображена модель.
Релиз модели также называют модельный релиз, договор с моделью, договор с фотографом, расписка модели, модельное соглашение.
Под договором понимается документ, закрепляющий отношения модели, фотографа, а иногда и агента модели, предусматривающий финансовые обязательства. Он должен оформляться в соответствии с требованиями закона тех стран, в которых заключается и действует. 
Некоммерческий договор обычно называется модельным соглашением. Формальные требования к модельному соглашению мягче в том смысле, что несоблюдение требований закона к форме договора не делает его недействительным, несмотря на то, что модельное соглашение оперирует правами, способными представлять коммерческую ценность. 
Тем не менее, во всех случаях несоблюдение норм закона в тексте может лишить любой договор юридической силы.

## Содержание релиза модели
Типовой модельный релиз содержит следующие данные:
- имя, фамилия и контактные данные фотографа,
- имя, фамилия, контактные и паспортные данные модели,
- имя, фамилия и контактные данные свидетеля,
- дата съёмки,
- описание фотографии,
- фотография модели,
- скан первой страницы паспорта модели.

Помимо перечисленных выше пунктов, релиз модели может быть расширен
- приложенными фотографиями, для которых модель даёт своё разрешение,
- действиями с фотографиями, которые может совершать фотограф.